# Zöldek Pártja
A Zöldek Pártja (ZÖP), vagy egyszerűen Zöldek egy zöld politikai párt volt Magyarországon, mely 2006 januárjában alakult.

## Története
A Zöldek Pártját Szeghalomban 2006. január 22-én hozta létre a Zöld Demokraták Szövetsége (ZDSZ) néhány vidéki szervezete Ács László vállalkozó vezetésével, aki közvetlenül a 2006-os országgyűlési választás előtt kilépett a ZDSZ-ből. A következő hetekben más ZDSZ-szervezetek is csatlakoztak az új párthoz. A ZÖP a ZDSZ-től vette át programját, amelyben az energiagazdálkodás ésszerűsítését és a környezetvédő mezőgazdasági technikák fejlesztését követelte. A ZÖP-nek 11 egyéni jelöltje és 3 megyei területi listája volt a 2006-os országgyűlési választáson, ahol 2870 szavazatot kapott (0,05%). Ezzel szemben Droppa György ZDSZ-e mindössze 95 szavazatot szerzett. A ZÖP nem indult a 2009-es európai parlamenti választáson és a 2010-es országgyűlési választáson.
A ZÖP újraaktiválta magát a 2014-es országgyűlési választásra. A párt 33 egyéni jelöltet tudott állítani, köztük Farkas Bertalan volt asztronautát, és egy országos listát. Végül a ZÖP 18 557 szavazatot (0,37%) kapott, a Magyar Munkáspárt mellett az egyetlen parlamenten kívüli párt volt, amely több szavazatot kapott, mint amennyi ajánlószelvényt igényelt.
2022 októberében a Pk.60.013/2006/61/I. számú határozat alapján a párt végelszámolás alá került, 2024-ben a
16.Fpk.3/2024/10. számú határozattal felszámolás alá került

## Választási eredmények

### Országgyűlési választások
| Választás | Szavazatok száma (I. forduló) | Szavazatok aránya (I. forduló) | Szavazatok száma (II. forduló) | Szavazatok aránya (II. forduló) | Mandátumok száma | Mandátumok aránya | Parlamenti szerepe |
| --------- | ----------------------------- | ------------------------------ | ------------------------------ | ------------------------------- | ---------------- | ----------------- | ------------------ |
| 2006-os   | 2 870                         | 0,05                           | -                              | -                               | 0 / 386          | 0,05%             | nem jutott be      |
| 2010-es   | -                             | -                              | -                              | -                               | 0 / 386          | -                 | nem indult         |
| 2014-es   | 18 557                        | 0,37                           | -                              | -                               | 0 / 199          | 0,37%             | nem jutott be      |
| 2018-as   | -                             | -                              | -                              | -                               | 0 / 199          | -                 | nem indult         |
| 2022-es   | 208                           | 0,00                           | -                              | -                               | 0 / 199          | 0,00%             | nem jutott be      |